# Ryjoszczur stokowy
Ryjoszczur stokowy (Rhynchomys tapulao) – gatunek ssaka z podrodziny myszy (Murinae) w obrębie rodziny myszowatych (Muridae), występujący endemicznie na wyspie Luzon w archipelagu Filipin.

## Taksonomia
Gatunek po raz pierwszy zgodnie z zasadami nazewnictwa binominalnego opisał w 2007 roku filipińsko-amerykański zespół teriologów nadając mu nazwę Rhynchomys tapulao. Holotyp (młody samiec) pochodził z góry Tapulao (15°28′54,8″N 120°07′10,4″E/15,481889 120,119556), na wysokości 2024 m, w prowincji Zambales, na Luzonie, w Filipinach. 
Rhynchomys tapulao został opisany w oparciu o analizy morfoanatomiczne, morfometryczne i molekularne. Genetycznie znajduje się w grupie obejmującej R. soricoides. Autorzy Illustrated Checklist of the Mammals of the World uznają ten takson za gatunek monotypowy.

### Etymologia
- Rhynchomys: gr. ῥυγχος rhunkhos „pysk, ryj”; μυς mus, μυoς muos „mysz”[5].
- tapulao: Tapulao, Luzon, Filipiny[6].

## Opis
Długość ciała (bez ogona) 164–188 mm, długość ogona 120–128 mm, długość ucha 24–25 mm, długość tylnej stopy 38–40 mm; masa ciała 129–156 g. Od innych ryjoszczurów z wyspy Luzon gatunek ten różni się rozmiarami ciała, ubarwieniem oraz szczegółami budowy czaszki i zębów. Jego futro jest złotobrązowe po stronie grzbietowej (jaśniejsze niż u innych przedstawicieli rodzaju) i białe na brzuchu, z wyraźnym rozgraniczeniem między wierzchem i spodem ciała. Ogon jest szary (z wierzchu do 2/3, a od spodu do 1/4 długości) i pozbawiony pigmentu w części końcowej, inaczej niż u pozostałych ryjoszczurów.

## Zasięg występowania
Gryzonie te znane są wyłącznie z góry Tapulao w górach Zambales w zachodniej części filipińskiej wyspy Luzon (prowincja Zambales), choć mogą występować także na sąsiednich szczytach. 

## Biologia
Holotyp został schwytany w pobliżu szczytu, na wysokości 2450 m n.p.m. w pierwotnym lesie mszystym, podobnie jak pozostałe dwa znane osobniki. Las ten tworzą głównie czapetka (Syzygium), Lithocarpus i zastrzalin (Podocarpus). Nie stwierdzono ich występowania w zaburzonych przez ludzką działalność lasach na niższych stokach góry. Zwierzęta te prawdopodobnie są aktywne o zmierzchu lub nocą, podobnie jak inne ryjoszczury. Na podstawie analizy treści żołądka dwóch osobników i wybieranej przynęty stwierdzono, że jedzą one dżdżownice, pareczniki, skoczogonki i owady, wszystkie żyjące w ściółce leśnej. Prawdopodobnie rozmnażają się w pierwszej połowie roku.

## Populacja
Ryjoszczury stokowe są znane tylko z jednej góry, żyją w obszarze nieobjętym ochroną. Prawdopodobnie nie jest to gatunek liczny, trend rozwoju jego populacji nie jest znany. Brakuje danych, aby przydzielić mu kategorię zagrożenia. Jego środowisku życia nie zagraża wylesianie ani rolnictwo, natomiast zaszkodzić może mu planowane wydobycie rud metali w górach Zambales.